# Roy Curvers
Roy Curvers (Haelen, Leudal, Limburg, 27 de desembre de 1979) és un ciclista neerlandès, professional des del 2008. Actualment corre a l'equip Team Sunweb. En el seu palmarès destaca la Halle-Ingooigem de 2011.

## Palmarès
- 2003
  - 1r al Gran Premi de Dourges
- 2004
  - 1r a la Dorpenomloop Rucphen
- 2005
  - Vencedor d'una etapa a la Ronde van Midden-Brabant
- 2006
  - Vencedor d'una etapa a la Ronde van Midden-Brabant
- 2007
  - 1r a la Ronde van Midden-Brabant
  - Vencedor d'una etapa de l'Olympia's Tour
- 2011
  - 1r a la Halle-Ingooigem

### Resultats al Tour de França
- 2012. 135è de la classificació general
- 2013. 145è de la classificació general
- 2014. 116è de la classificació general
- 2015. 106è de la classificació general
- 2016. 122è de la classificació general
- 2017. 142è de la classificació general

### Resultats a la Volta a Espanya
- 2011. 156è de la classificació general

### Resultats al Giro d'Itàlia
- 2018. 128è de la classificació general